# 몬테팔초네
몬테팔초네(이탈리아어: Montefalcione)는 이탈리아 캄파니아주 아벨리노도의 코무네다.